# Toft (Lincolnshire)
Toft – wieś w Anglii, w hrabstwie Lincolnshire, w dystrykcie South Kesteven. Leży 56 km na południe od Lincoln i 139 km na północ od Londynu.